# Cachoeira Futebol Clube (Cachoeira Paulista)
O Cachoeira Futebol Clube é um clube brasileiro de futebol da cidade de Cachoeira Paulista.
Foi fundando em 1 de janeiro de 1912 e disputou quatro edições do Campeonato Paulista da Terceira Divisão (atual A3), em 1957, 1958, 1967 e 1968; e duas edições do Campeonato Paulista da Quarta Divisão (atual Série B), em 1965 e 1966.
Atualmente o departamento de futebol do clube se dedica apenas a competições amadoras.